# 法赫多夫
法赫多夫是德国图林根州的一个市镇。总面积15.89平方公里，总人口821人，其中男性396人，女性425人（2011年12月31日），人口密度52人/平方公里。